# Elecciones a las Cortes Valencianas
Las elecciones a las Cortes Valencianas son las elecciones autonómicas en las que los ciudadanos de la Comunidad Valenciana eligen a los miembros de las Cortes Valencianas. Estas elecciones se celebran el cuarto domingo de mayo cada cuatro años. Las Cortes Valencianas están formadas por noventa y nueve parlamentarios. Las últimas elecciones a las Cortes Valencianas se celebraron en 2023.

## Convocatoria
Las elecciones autonómicas son convocadas por el presidente de la Generalidad Valenciana. Se celebran el cuarto domingo de mayo de cada cuatro años, coincidiendo con las elecciones municipales y las elecciones autonómicas de la mayoría de comunidades autónomas de España. Desde la reforma del Estatuto de autonomía de 2006, el presidente de la Generalidad Valenciana puede disolver de forma anticipada el Parlamento y convocar elecciones. No obstante, no puede disolver el Parlamento durante la tramitación de una moción de censura. El nuevo Parlamento no está limitado por el término natural de la legislatura original, sino que dispone de una nueva legislatura completa de cuatro años. Por primera vez, en 2019 se celebraron elecciones anticipadas.

## Sistema electoral

Diputados por circunscripción (2015)

El Estatuto de Autonomía de la Comunidad Valenciana de 2006 establece que los miembros de las Cortes Valencianas son elegidos mediante sufragio universal, libre, igual, directo y secreto. También establece que las Cortes Valencianas deben estar compuestas por un mínimo de noventa y nueve  parlamentarios. Su composición actual es de noventa y nueve diputados. Los parlamentarios se eligen mediante escrutinio proporcional plurinominal con listas cerradas.
Las circunscripciones electorales de las Cortes Valencianas se corresponden con las tres provincias de la Comunidad Valenciana. A cada una de las tres provincias le corresponden un mínimo inicial de 20 diputados. Los diputados restantes se distribuyen entre las provincias en proporción a su población. Así, en las elecciones de 2015 a la circunscripción electoral de Valencia le correspondieron 40 diputados; a la de Alicante, 35; y a la de Castellón, 24. La asignación de escaños a las listas electorales se realiza mediante el sistema D'Hondt. La barrera electoral es del cinco por ciento de los votos emitidos (válidos y nulos) en la Comunidad Valenciana.
Desde la reforma de la LOREG de 2007 en las elecciones autonómicas de todas las comunidades autónomas las candidaturas deben presentar listas electorales con una composición equilibrada de hombres y mujeres, de forma que cada sexo suponga al menos el 40% de la lista. Esta reforma fue recurrida por el Grupo Parlamentario Popular del Congreso de los Diputados ante el Tribunal Constitucional, que en 2008 concluyó que la reforma sí era constitucional.

## Elecciones
| Año  | Cortes Valencianas | Escaños      | Escaños   | Escaños | Legislatura      | Presidente autonómico | Presidente autonómico |
| ---- | ------------------ | ------------ | --------- | ------- | ---------------- | --------------------- | --------------------- |
| 2023 |                    |              | PPCV      | 40      | XI legislatura   |                       | Carlos Mazón          |
| 2023 |                    | PSPV-PSOE    | 31        |         | XI legislatura   |                       | Carlos Mazón          |
| 2023 |                    | Compromís    | 15        |         | XI legislatura   |                       | Carlos Mazón          |
| 2023 |                    | VOX          | 13        |         | XI legislatura   |                       | Carlos Mazón          |
|      |                    |              |           |         |                  |                       | Carlos Mazón          |
| 2019 |                    |              | PSPV-PSOE | 27      | X legislatura    |                       | Ximo Puig             |
| 2019 |                    | PPCV         | 19        |         | X legislatura    |                       | Ximo Puig             |
| 2019 |                    | Ciudadanos   | 18        |         | X legislatura    |                       | Ximo Puig             |
| 2019 |                    | Compromís    | 17        |         | X legislatura    |                       | Ximo Puig             |
| 2019 |                    | VOX          | 10        |         | X legislatura    |                       | Ximo Puig             |
| 2019 |                    | PODEM-EUPV   | 8         |         | X legislatura    |                       | Ximo Puig             |
|      |                    |              |           |         |                  |                       | Ximo Puig             |
| 2015 |                    |              | PPCV      | 31      | IX legislatura   |                       | Ximo Puig             |
| 2015 |                    | PSPV-PSOE    | 23        |         | IX legislatura   |                       | Ximo Puig             |
| 2015 |                    | Compromís    | 19        |         | IX legislatura   |                       | Ximo Puig             |
| 2015 |                    | Ciudadanos   | 13        |         | IX legislatura   |                       | Ximo Puig             |
| 2015 |                    | PODEM        | 13        |         | IX legislatura   |                       | Ximo Puig             |
|      |                    |              |           |         |                  |                       | Ximo Puig             |
| 2011 |                    |              | PPCV      | 55      | VIII legislatura |                       | Alberto Fabra         |
| 2011 |                    | PSPV-PSOE    | 33        |         | VIII legislatura |                       | Alberto Fabra         |
| 2011 |                    | Compromís    | 6         |         | VIII legislatura |                       | Alberto Fabra         |
| 2011 |                    | EUPV         | 5         |         | VIII legislatura | Francisco Camps       |                       |
|      |                    |              |           |         |                  | Francisco Camps       |                       |
| 2007 |                    |              | PPCV      | 54      | VII legislatura  | Francisco Camps       |                       |
| 2007 |                    | PSPV-PSOE    | 38        |         | VII legislatura  | Francisco Camps       |                       |
| 2007 |                    | CPV          | 7         |         | VII legislatura  | Francisco Camps       |                       |
|      |                    |              |           |         |                  | Francisco Camps       |                       |
| 2003 |                    |              | PPCV      | 48      | VI legislatura   | Francisco Camps       |                       |
| 2003 |                    | PSPV-PSOE    | 35        |         | VI legislatura   | Francisco Camps       |                       |
| 2003 |                    | ENTESA       | 6         |         | VI legislatura   | Francisco Camps       |                       |
|      |                    |              |           |         |                  | Francisco Camps       |                       |
| 1999 |                    |              | PPCV      | 49      | V legislatura    |                       | José Luis Olivas      |
| 1999 |                    | PSPV-PSOE-P  | 35        |         | V legislatura    | Eduardo Zaplana       |                       |
| 1999 |                    | EUPV         | 5         |         | V legislatura    | Eduardo Zaplana       |                       |
|      |                    |              |           |         |                  | Eduardo Zaplana       |                       |
| 1995 |                    |              | PPCV      | 42      | IV legislatura   | Eduardo Zaplana       |                       |
| 1995 |                    | PSPV-PSOE    | 32        |         | IV legislatura   | Eduardo Zaplana       |                       |
| 1995 |                    | EUPV-EVPV    | 10        |         | IV legislatura   | Eduardo Zaplana       |                       |
| 1995 |                    | UV-FICVA-CCV | 5         |         | IV legislatura   | Eduardo Zaplana       |                       |
|      |                    |              |           |         |                  | Eduardo Zaplana       |                       |
| 1991 |                    |              | PSPV-PSOE | 45      | III legislatura  |                       | Joan Lerma            |
| 1991 |                    | PPCV         | 31        |         | III legislatura  |                       | Joan Lerma            |
| 1991 |                    | UV           | 7         |         | III legislatura  |                       | Joan Lerma            |
| 1991 |                    | EUPV         | 6         |         | III legislatura  |                       | Joan Lerma            |
|      |                    |              |           |         |                  |                       | Joan Lerma            |
| 1987 |                    |              | PSPV-PSOE | 42      | II legislatura   |                       | Joan Lerma            |
| 1987 |                    | FAP          | 25        |         | II legislatura   |                       | Joan Lerma            |
| 1987 |                    | CDS          | 10        |         | II legislatura   |                       | Joan Lerma            |
| 1987 |                    | UV           | 6         |         | II legislatura   |                       | Joan Lerma            |
| 1987 |                    | EU-UPV       | 6         |         | II legislatura   |                       | Joan Lerma            |
|      |                    |              |           |         |                  |                       | Joan Lerma            |
| 1983 |                    |              | PSPV-PSOE | 51      | I legislatura    |                       | Joan Lerma            |
| 1983 |                    | AP-PDP-UL-UV | 32        |         | I legislatura    |                       | Joan Lerma            |
| 1983 |                    | PCE-PCPV     | 6         |         | I legislatura    |                       | Joan Lerma            |

## Resultados
A continuación, se muestran los resultados de las elecciones a las Cortes Valencianas desde la promulgación del Estatuto de Autonomía de la Comunidad Valenciana en 1982. Se indica la participación y el partido mayoritario. Se han celebrado 10 elecciones autonómicas desde 1982. Las elecciones con mayor participación fueron las de 1995, y las de menor participación, las de 1999.
|  | 72,74 % |

|  | 51/89 |

|  | 74,53 % |

|  | 42/89 |

|  | 69,24 % |

|  | 45/89 |

|  | 76,03 % |

|  | 42/89 |

|  | 67,81 % |

|  | 49/89 |

|  | 71,49 % |

|  | 48/89 |

|  | 72,75 % |

|  | 54/99 |

|  | 70,19 % |

|  | 55/99 |

|  | 69,55 % |

|  | 31/99 |

|  | 73,72 % |

|  | 27/99 |

|  | 69,01 % |

|  | 40/99 |